# Ekologická amplituda
Ekologická amplituda je míra tolerance organismu vůči vnějším podmínkám. Lze ji vyznačit do grafu pro každou ze specifických vlastností biotopu, jako je teplota, salinita nebo obsah dusíku v půdě, a většinou má podobu Gaussova rozložení, což znamená, že existuje určité optimum, pro které funguje organizmus nejlépe. Druhy mohou být euritopní, tedy mít širokou ekologickou amplitudu a tím pádem být široce rozšířené do mnoha biotopů, nebo stenotopní, kdy se jedná o vzácné druhy uzpůsobené na specifické podmínky jednoho biotopu.
Míra tolerance organismu vůči nějakému faktoru se nazývá ekotolerance.
Přizpůsobování se rostlin na podmínky klimatu většinou probíhá tak, že se celá průměrná ekologická amplituda druhu posouvá směrem k existujícím podmínkám. Zákon minima říká, že pro výskyt druhu je určující ekologická amplituda, která je pro dané prostředí na minimu.